# Stéphane Richard
Stéphane Richard (n. 24 de agosto de 1961) es un empresario francés. Actualmente es el presidente director general de la compañía telefónica Orange.

## Biografía

### Formación
Es diplomado de la Escuela de Estudios Superiores de Comercio HEC y fuera alumno de la Escuela Nacional de Administración.

### Carrera
Empezó su carrera en 1987 como inspector de finanzas. Luego, ingresó el gabinete de Dominique Strauss-Kahn, entonces ministro francés de Industria y de Comercio Exterior.
De 1997 hasta 2007, asumió diversos cargos directivos en el sector de los servicios del agua.
Luego, fue nombrado jefe de gabinete del Ministerio de Economía, Finanzas y empleo. Era el jefe de gabinete de Christine Lagarde.
Ingresó en la compañía telefónica Orange en septiembre de 2009. Desde 2011, ocupa el puesto de presidente director general de Orange tras el fracaso de su predecesor.

### Condena judicial
En noviembre de 2021 fue condenado por un tribunal de apelaciones francés a un año de cárcel y a una multa de 50 000 euros por complicidad en la malversación de dinero público dentro del conocido como «caso Tapie» (venta irregular de la compañía Adidas al banco semipúblico Crédit Lyonnais en 1993). Richard no ingresará en prisión al quedar suspendida dicha pena, aunque el consejo de administración de Orange aprobó la dimisión y cese de todos sus cargos en la empresa gala.

## Honores
- Stéphane Richard es caballero de la orden de la Legión de Honor francesa y caballero en la Orden Nacional del Mérito francesa.[6]

## Vida familiar
Tiene cinco hijos. Toca el piano y fue premiado por el conservatorio de Marsella .